# 2月25日 (旧暦)
旧暦2月25日は旧暦2月の25日目である。六曜は友引である。

## できごと
- 天武天皇9年（ユリウス暦681年3月19日） - 天武天皇が律令の制定を命ずる
- 長保2年（ユリウス暦1000年4月2日） - 中宮定子と女御彰子がそれぞれ一条天皇の皇后と中宮に
- 寛文10年（グレゴリオ暦1670年4月14日） - 箱根用水が完成
- 万延元年（グレゴリオ暦1860年3月17日） - 咸臨丸がサンフランシスコに到着

## 誕生日
- 応永22年（ユリウス暦1415年4月4日） - 蓮如、浄土真宗中興の祖（+ 1499年）
- 安永2年（グレゴリオ暦1773年3月17日） - 伴信友、国学者（+ 1846年）
- 天保3年（グレゴリオ暦1832年3月27日） - 柳河春三、洋学者・『中外新聞』創刊 （+ 1870年）
- 天保4年（グレゴリオ暦1833年4月14日） - 大鳥圭介、軍学者・幕臣（+ 1911年）
- 天保6年（グレゴリオ暦1835年3月23日） - 松方正義、4・6代首相・日本銀行を創立（+ 1924年）
- 嘉永5年（閏2月）（グレゴリオ暦1852年4月14日） - 児玉源太郎、陸軍軍人（+ 1906年）
- 慶応2年（グレゴリオ暦1866年4月10日） - 寺崎広業、日本画家（+ 1919年）

## 忌日
- 延喜3年（ユリウス暦903年3月26日） - 菅原道真、廷臣・漢学者（* 845年）
- 嘉永3年（グレゴリオ暦1850年4月7日） - 黒住宗忠、 神道家・黒住教始祖 （* 1780年）